# Substitution (Kryptographie)
Als Substitution (von lateinisch: substituere = „ersetzen“) bezeichnet man in der Kryptographie eine der beiden grundlegenden Verschlüsselungsklassen neben der Transposition. Die Kryptographie ist der Wissenschaftszweig der Kryptologie, der sich mit Geheimschriften befasst.

## Methode
Kennzeichen der Substitution ist, dass Buchstaben oder Zeichen oder auch Buchstabengruppen oder Zeichengruppen eines zu verschlüsselnden Klartextes durch andere Zeichen, genannt Geheimtextzeichen, ersetzt (substituiert) werden.
Dadurch, dass Klartextzeichen durch Geheimtextzeichen substituiert werden, verlieren sie ihren „Charakter“, das heißt ihr Aussehen, und sind somit für unbefugte Blicke, zumindest auf den ersten Blick, nicht mehr zu erkennen. Claude Shannon bezeichnete dies als Konfusion.
Ein einfaches Beispiel für eine Substitution wäre das Ersetzen jedes Buchstabens dieses Textes durch den im lateinischen Alphabet auf ihn folgenden, also Ersetzen von A durch B, B durch C, und so weiter. Diese besonders simple Verschlüsselungsmethode, allerdings mit Verschiebung um drei statt nur um einen Alphabetplatz, wurde bereits von Gaius Iulius Caesar verwendet und heißt ihm zu Ehren Caesar-Verschlüsselung.
Die Substitutionsverfahren werden in einfache (monographische) und in polygraphische eingeteilt. Erstere ersetzen einzelne Zeichen durch andere (wie die Caesar-Verschlüsselung), während die polygraphischen Verfahren Gruppen aus mehreren Zeichen gemeinsam ersetzen. Handelt es sich dabei um Zeichenpaare, also Zweiergruppen, nennt man das Verfahren bigraphisch (Beispiel: Playfair-Chiffre).
Weiterhin werden die Substitutionen in monoalphabetische und polyalphabetische eingeteilt. Monoalphabetisch bedeutet, dass nur ein einziges festes Alphabet als Schlüssel verwendet wird. Alphabet bezeichnet hier also die Ersetzungstabelle, die bestimmt, was wodurch ersetzt wird. Bei monoalphabetischen Verfahren wird ein Zeichen bzw. eine Zeichengruppe immer durch das gleiche (bzw. die gleiche Gruppe) ersetzt, also z. B. ein A immer durch ein D, wie beim Caesar-Verfahren.
Im Gegensatz dazu werden bei den polyalphabetischen Substitutionen mehrere (viele) verschiedene Alphabete genutzt. Beispiele hierfür sind die Vigenère-Verschlüsselung und die Schlüsselmaschine ENIGMA. Ein Buchstabe wird hier nicht immer durch den gleichen ersetzt, sondern es hängt von seiner Position im Text ab, welches Alphabet für seine Verschlüsselung genutzt wird.
Bei der Transposition, der zweiten grundlegenden Verschlüsselungsklasse neben der Substitution, werden die Zeichen nicht ersetzt, sondern ihre Position im Text wird verändert. Substitution und Transposition sind klassische Verschlüsselungstechniken, die aber auch heute noch in vielfältig kombinierter Form die Grundlage moderner, computerbasierter Verschlüsselungsverfahren bilden, wobei die Substitution hier als S-Box bezeichnet wird. Beispielsweise wird im Advanced Encryption Standard eine S-Box eingesetzt, die ein Byte (Oktett) durch ein anderes ersetzt.